# سنتراليا (واشنطن)
سينتراليا (بالإنجليزية: Centralia)‏ هي إحدى مدن ولاية واشنطن في الولايات المتحدة الأمريكية.

## التركيبة السكانية
حدّد مكتب تعداد الولايات المتحدة بيانات التركيبة السكانية لسنتراليا في تعداد الولايات المتحدة. في ما يلي، التركيبة السكانية حسب تعدادي 2000 و2010.

### تعداد عام 2000
بلغ عدد سكان سنتراليا 14,742 نسمة بحسب تعداد عام 2000، وبلغ عدد الأسر 5,943 أسرة وعدد العائلات 3,566 عائلة مقيمة في المدينة. في حين سجلت الكثافة السكانية 729.1 نسمة لكل كيلومتر مربع (1,888.4/ميل2). وبلغ عدد الوحدات السكنية 6,510 وحدة بمتوسط كثافة قدره 322 لكل كيلومتر مربع (834.0/ميل2).
وتوزع التركيب العرقي للمدينة بنسبة 89.76% من البيض و0.44% من الأمريكيين الأفارقة و1.25% من الأمريكيين الأصليين و0.94% من الأمريكيين ذوي الأصول الآسيوية و0.30% من سكان جزر المحيط الهادئ و4.94% من الأعراق الأخرى و2.38% من عرقين مختلطين أو أكثر و10.22% من الهسبانيون أو اللاتينيون من أي عرق.
بلغ عدد الأسر 5,943 أسرة كانت نسبة 32.4% منها لديها أطفال تحت سن الثامنة عشر تعيش معهم، وبلغت نسبة الأزواج القاطنين مع بعضهم البعض 41.7% من أصل المجموع الكلي للأسر، ونسبة 13% من الأسر كان لديها معيلات من الإناث دون وجود شريك، بينما كانت نسبة 5.3% من الأسر لديها معيلون من الذكور دون وجود شريكة وكانت نسبة 40% من غير العائلات. تألفت نسبة 32.7% من أصل جميع الأسر من عدة أفراد يعيشون في نفس المنزل ونسبة 16.9% كانت تتألف من شخص يعيش بمفرده يبلغ من العمر 65 عاماً أو أكثر. وبلغ متوسط حجم الأسرة المعيشية 2.40، أما متوسط حجم العائلات فبلغ 3.02.
بلغ العمر الوسطي للسكان 36.6 عاماً. وكانت نسبة 25.2% من القاطنين تحت سن الثامنة عشر، وكانت نسبة 10.5% بين الثامنة عشر والرابعة والعشرين عاماً، ونسبة 25.6% كانت واقعةً في الفئة العمرية ما بين الخامسة والعشرين والرابعة والأربعين عاماً، ونسبة 19.2% كانت ما بين الخامسة والأربعين والرابعة والستين، ونسبة 16.4% كانت ضمن فئة الخامسة والستين عاماً فما فوق. يوجد لكل 100 أنثى 91.7 ذكر، ويوجد لكل 100 أنثى في الثامنة عشر من عمرها فما فوق 89.0 ذكر.
بلغ متوسط دخل الأسرة في المدينة 30,078 دولارًا، أما متوسط دخل العائلة فبلغ 35,684 دولارًا. وكان متوسط دخل الذكور 31,595 دولارًا مقابل 22,076 دولارًا للإناث. وسجل دخل الفرد الخاص بالمدينة 16,305 دولارًا. وكانت نسبة 13.6% من العائلات ونسبة 18% من السكان تحت خط الفقر، وكان من هؤلاء نسبة 25.2% تحت سن الثامنة عشر ونسبة 10.8% في الخامسة والستين من العمر وما فوق.

### تعداد عام 2010
بلغ عدد سكان سنتراليا 16,336 نسمة بحسب تعداد عام 2010، وبلغ عدد الأسر 6,640 أسرة وعدد العائلات 3,867 عائلة مقيمة في المدينة. في حين سجلت الكثافة السكانية 807.9 نسمة لكل كيلومتر مربع (2,092.5/ميل2). وبلغ عدد الوحدات السكنية 7,265 وحدة بمتوسط كثافة قدره 359.3 لكل كيلومتر مربع (930.6/ميل2).
وتوزع التركيب العرقي للمدينة بنسبة 85.09% من البيض و0.65% من الأمريكيين الأفارقة و1.43% من الأمريكيين الأصليين و1% من الأمريكيين ذوي الأصول الآسيوية و0.31% من سكان جزر المحيط الهادئ و7.38% من الأعراق الأخرى و4.14% من عرقين مختلطين أو أكثر و16.12% من الهسبانيون أو اللاتينيون من أي عرق.
بلغ عدد الأسر 6,640 أسرة كانت نسبة 31.6% منها لديها أطفال تحت سن الثامنة عشر تعيش معهم، وبلغت نسبة الأزواج القاطنين مع بعضهم البعض 37.7% من أصل المجموع الكلي للأسر، ونسبة 14.4% من الأسر كان لديها معيلات من الإناث دون وجود شريك، بينما كانت نسبة 6.1% من الأسر لديها معيلون من الذكور دون وجود شريكة وكانت نسبة 41.8% من غير العائلات. تألفت نسبة 33.8% من أصل جميع الأسر من عدة أفراد يعيشون في نفس المنزل ونسبة 15.8% كانت تتألف من شخص يعيش بمفرده يبلغ من العمر 65 عاماً أو أكثر. وبلغ متوسط حجم الأسرة المعيشية 2.41، أما متوسط حجم العائلات فبلغ 3.06.
بلغ العمر الوسطي للسكان 34.8 عاماً. وكانت نسبة 24.7% من القاطنين تحت سن الثامنة عشر، وكانت نسبة 10.6% بين الثامنة عشر والرابعة والعشرين عاماً، ونسبة 25.7% كانت واقعةً في الفئة العمرية ما بين الخامسة والعشرين والرابعة والأربعين عاماً، ونسبة 22.3% كانت ما بين الخامسة والأربعين والرابعة والستين، ونسبة 16.6% كانت ضمن فئة الخامسة والستين عاماً فما فوق. وتوزع التركيب الجنسي للسكان بنسبة 48.3% ذكور و51.7% إناث.

## المناخ
يظهر الجدول التالي التغييرات المناخية على مدار السنة لسنتراليا:
| البيانات المناخية لـسنتراليا          | البيانات المناخية لـسنتراليا | البيانات المناخية لـسنتراليا | البيانات المناخية لـسنتراليا | البيانات المناخية لـسنتراليا | البيانات المناخية لـسنتراليا | البيانات المناخية لـسنتراليا | البيانات المناخية لـسنتراليا | البيانات المناخية لـسنتراليا | البيانات المناخية لـسنتراليا | البيانات المناخية لـسنتراليا | البيانات المناخية لـسنتراليا | البيانات المناخية لـسنتراليا | البيانات المناخية لـسنتراليا |
| الشهر                                 | يناير                        | فبراير                       | مارس                         | أبريل                        | مايو                         | يونيو                        | يوليو                        | أغسطس                        | سبتمبر                       | أكتوبر                       | نوفمبر                       | ديسمبر                       | المعدل السنوي                |
| ------------------------------------- | ---------------------------- | ---------------------------- | ---------------------------- | ---------------------------- | ---------------------------- | ---------------------------- | ---------------------------- | ---------------------------- | ---------------------------- | ---------------------------- | ---------------------------- | ---------------------------- | ---------------------------- |
| الدرجة القصوى °ف (°م)                 | 68 (20)                      | 75 (24)                      | 85 (29)                      | 93 (34)                      | 98 (37)                      | 102 (39)                     | 107 (42)                     | 103 (39)                     | 100 (38)                     | 92 (33)                      | 75 (24)                      | 73 (23)                      | 107 (42)                     |
| متوسط درجة الحرارة الكبرى °ف (°م)     | 45.6 (7.6)                   | 50.1 (10.1)                  | 55.1 (12.8)                  | 61.5 (16.4)                  | 67.9 (19.9)                  | 72.8 (22.7)                  | 78.7 (25.9)                  | 78.5 (25.8)                  | 72.8 (22.7)                  | 62.3 (16.8)                  | 52.0 (11.1)                  | 46.4 (8.0)                   | 62.0 (16.7)                  |
| متوسط درجة الحرارة الصغرى °ف (°م)     | 33.5 (0.8)                   | 34.6 (1.4)                   | 36.3 (2.4)                   | 39.1 (3.9)                   | 43.7 (6.5)                   | 48.4 (9.1)                   | 51.5 (10.8)                  | 51.3 (10.7)                  | 47.8 (8.8)                   | 43.0 (6.1)                   | 38.2 (3.4)                   | 34.8 (1.6)                   | 41.9 (5.5)                   |
| أدنى درجة حرارة °ف (°م)               | −4 (−20)                     | 0 (−18)                      | 14 (−10)                     | 20 (−7)                      | 27 (−3)                      | 31 (−1)                      | 33 (1)                       | 35 (2)                       | 24 (−4)                      | 20 (−7)                      | 5 (−15)                      | 0 (−18)                      | −4 (−20)                     |
| الهطول إنش (مم)                       | 6.65 (169)                   | 5.05 (128)                   | 4.75 (121)                   | 3.06 (78)                    | 2.30 (58)                    | 1.84 (47)                    | 0.70 (18)                    | 1.09 (28)                    | 2.00 (51)                    | 4.07 (103)                   | 7.03 (179)                   | 7.33 (186)                   | 45.89 (1٬166)                |
| متوسط تساقط الثلوج إنش (سم)           | 3.4 (8.6)                    | 1.4 (3.6)                    | 0.5 (1.3)                    | 0 (0)                        | 0 (0)                        | 0 (0)                        | 0 (0)                        | 0 (0)                        | 0 (0)                        | 0 (0)                        | 0.4 (1.0)                    | 0.9 (2.3)                    | 6.6 (16.8)                   |
| متوسط أيام هطول الأمطار (≥ 0.01 inch) | 20                           | 17                           | 18                           | 15                           | 12                           | 9                            | 5                            | 5                            | 8                            | 14                           | 20                           | 21                           | 164                          |
| المصدر: WRCC                          |                              |                              |                              |                              |                              |                              |                              |                              |                              |                              |                              |                              |                              |

## أعلام
- فورست ماكفيرسون
- ارين غريم
- بروك بيترسون
- ويزلي إيفيرست
- دون باترفيلد
- أنجيلا ميد
- هوارد باي
- كالفين أرمسترونغ